# (35505) 1998 FS43
1998 FS43 (asteroide 35505) é um asteroide da cintura principal. Possui uma excentricidade de 0.16949290 e uma inclinação de 4.03015º.
Este asteroide foi descoberto no dia 20 de março de 1998 por LINEAR em Socorro.